# 三元特种区
三元特种区，是中华民国大陆时期福建省的一个准县级行政单位，为三等特种区，特种区类别为行政重地类。三元特种区是福建省四个设县的特种区中最快升格为县的特种区，仅存在一年九个月。